# Celina Julin
Celina Julin (født 11 august 1994) er en dansk atlet og dansk tidligere rekordholder i hammerkast.
Julin startede sin karriere som 14 årig i Herlev Løbe- og Atletikklub hvor hun forsøgte sig med kuglestød, da hun havde stødt langt til et skoleatletikstævne. Efter et års tid skiftede hun disciplin til hammerkast. Træningsfaciliteterne i Herlev var ikke optimale, da der ikke er nogen hammerkast bane udover en grusbane uden kastering og derfor skiftede hun til Bagsværd AC og efter kort tid til Sparta Atletik hvor hun træner under landstræner Carsten Bomme.
Julin blev 2015 dansk mester for seniorer i hammerkast og vægtkast.
Med et kast på 62,52 meter lagde hun 8 maj 2016 i Tårnby tre cm til Vanessa Mortensens danske rekord i hammerkast fra 2006. I sommeren 2020 forbedrede hun sin danske rekord til 64,63 m, en rekord Katrine Koch forbedrede med fem centimeter i marts 2021.

## Internationale ungdomsmesterskaber
- 2016 U23-NM Hammerkast
- 2015	U23-EM	Hammerkast nummer 19 60,14
- 2011	U20-NM	Hammerkast nummer 8 42,32